# Kyle Anderson
Kyle Forman Anderson (en chinois : 李凯尔 ; pinyin : Li Kaier), né le 20 septembre 1993 à New York aux États-Unis, est un joueur sino-américain de basket-ball mesurant 2,02 m, et évoluant aux postes d'ailier et d'ailier fort.

## Biographie

### Carrière universitaire
En 2011, avant sa dernière année au lycée, il impressionne déjà, notamment Kevin Durant qui le considère comme le meilleur lycéen des États-Unis.
En 2012, il rejoint les Bruins d'UCLA en NCAA avec l'intention d'aller en NBA seulement quand il se sentira prêt.
À la fin de la saison, il décide de rester une année à UCLA.
Lors de sa deuxième saison universitaire, il compile 14,6 points à 48,0 % (dont 48,3 % à 3-points), 8,8 rebonds, 6,5 passes décisives, 1,8 interception et 0,8 contre.
Le 28 mars 2014, il quitte UCLA pour se présenter à la draft 2014 de la NBA.
Le 1er juin, attendu entre les 10e et 20e places, il intéresse les Hawks d'Atlanta, qui possèdent le 15e choix. Le 3 juin, il participe à un workout à Los Angeles où il apparaît comme le joueur le plus complet. Le 23 juin, les Hawks souhaitent le revoir pour un second workout.

### Carrière professionnelle

#### Spurs de San Antonio (2014-2018)
Lors de la draft 2014 de la NBA, le 26 juin 2014, il est sélectionné en 30e position par les Spurs de San Antonio et pense pouvoir s'intégrer facilement au jeu des Spurs.

#### Grizzlies de Memphis (2018-2022)
Agent libre restreint à l'été 2018, il signe, le 6 juillet 2018, un contrat de 37 millions de dollars sur 4 ans avec les Grizzlies de Memphis.

#### Timberwolves du Minnesota (2022-2024)
Il signe un contrat de 18 millions de dollars sur deux ans avec les Timberwolves du Minnesota lors du marché des agents libres de 2022.

#### Warriors de Golden State (2024-2025)
Libre de tout contrat en juillet 2024, il s'engage avec les Warriors de Golden State pour 27 millions de dollars sur 3 ans.

#### Heat de Miami (2025)
En février 2025, il est transféré au Heat de Miami dans le cadre d'un échange à cinq équipes.

#### Jazz de l'Utah (depuis 2025)
Durant l'été 2025, Anderson est échangé au Jazz de l'Utah.

## Profil de jeu
Le profil de ce joueur est très atypique puisqu’il a les facultés d'un meneur, mais en raison de sa taille évolue au poste d'ailier. Il est à la fois un excellent organisateur, un superbe rebondeur et un solide défenseur qui se sert de sa taille pour prendre le dessus sur ses adversaires.

## Vie privée
Un des arrière-grand-pères de Kyle Anderson est chinois. En juillet 2023, il obtient la nationalité chinoise. Son nom en chinois est Li Kaier (chinois : 李凯尔) et devient donc éligible à représenter la Chine pour la Coupe du monde 2023.

## Palmarès

### En club
- All-Pac-12 first team (2014)
- All-Pac-12 second team (2013)
- Pac-12 Tournament MOP (2014)

### Distinctions personnelles
- Third team All-American – AP, TSN (2014)
- McDonald's All-American (2012)
- Jordan Brand Classic (2012)

## Statistiques

### Universitaires
Les statistiques de Kyle Anderson en matchs universitaires sont les suivantes :
| Saison    | Équipe   | Matchs | Titul. | Min./m | % Tir | % 3pts | % LF | Rbds/m. | Pass/m. | Int/m. | Ctr/m. | Pts/m. |
| --------- | -------- | ------ | ------ | ------ | ----- | ------ | ---- | ------- | ------- | ------ | ------ | ------ |
| 2012-2013 | UCLA     | 35     | 34     | 29,9   | 41,6  | 21,1   | 73,5 | 8,63    | 3,49    | 1,77   | 0,89   | 9,66   |
| 2013-2014 | UCLA     | 36     | 36     | 33,2   | 48,0  | 48,3   | 73,7 | 8,75    | 6,47    | 1,78   | 0,75   | 14,64  |
| Carrière  | Carrière | 71     | 70     | 31,6   | 45,2  | 37,5   | 73,6 | 8,69    | 5,00    | 1,77   | 0,82   | 12,18  |

### Professionnelles

#### Saison régulière
| Saison    | Équipe       | Matchs | Titul. | Min./m | % Tir | % 3pts | % LF | Rbds/m. | Pass/m. | Int/m. | Ctr/m. | Pts/m. |
| --------- | ------------ | ------ | ------ | ------ | ----- | ------ | ---- | ------- | ------- | ------ | ------ | ------ |
| 2014-2015 | San Antonio  | 33     | 8      | 10,9   | 34,8  | 27,3   | 64,3 | 2,18    | 0,85    | 0,45   | 0,21   | 2,24   |
| 2015-2016 | San Antonio  | 78     | 11     | 16,0   | 46,8  | 32,4   | 74,7 | 3,13    | 1,58    | 0,77   | 0,37   | 4,49   |
| 2016-2017 | San Antonio  | 72     | 14     | 14,2   | 44,5  | 37,5   | 78,9 | 2,89    | 1,26    | 0,71   | 0,36   | 3,42   |
| 2017-2018 | San Antonio  | 74     | 67     | 26,7   | 52,7  | 33,3   | 71,2 | 5,35    | 2,73    | 1,55   | 0,81   | 7,91   |
| 2018-2019 | Memphis      | 43     | 40     | 29,8   | 54,3  | 26,5   | 57,8 | 5,84    | 2,98    | 1,26   | 0,86   | 8,05   |
| 2019-2020 | Memphis      | 67     | 28     | 19,8   | 47,4  | 28,2   | 66,7 | 4,25    | 2,42    | 0,81   | 0,55   | 5,82   |
| 2020-2021 | Memphis      | 69     | 69     | 27,4   | 46,8  | 36,0   | 78,3 | 5,74    | 3,62    | 1,22   | 0,83   | 12,38  |
| 2021-2022 | Memphis      | 69     | 11     | 21,5   | 44,6  | 33,0   | 63,8 | 5,30    | 2,70    | 1,10   | 0,70   | 7,60   |
| 2022-2023 | Minnesota    | 69     | 46     | 28,4   | 50,9  | 41,0   | 73,5 | 5,30    | 4,90    | 1,10   | 0,90   | 9,40   |
| 2023-2024 | Minnesota    | 79     | 10     | 22,6   | 46,0  | 22,9   | 70,8 | 3,50    | 4,20    | 0,90   | 0,60   | 6,40   |
| 2024-2025 | Golden State | 36     | 3      | 15,0   | 45,0  | 36,5   | 66,7 | 3,10    | 2,30    | 0,70   | 0,60   | 5,30   |
| 2024-2025 | Miami        | 25     | 1      | 18,4   | 49,3  | 33,3   | 78,9 | 3,80    | 2,60    | 0,60   | 0,50   | 6,70   |
| Carrière  | Carrière     | 714    | 308    | 21,5   | 47,8  | 34,0   | 71,6 | 4,30    | 2,80    | 1,00   | 0,60   | 6,80   |

#### Playoffs
| Saison   | Équipe      | Matchs | Titul. | Min./m | % Tir | % 3pts | % LF  | Rbds/m. | Pass/m. | Int/m. | Ctr/m. | Pts/m. |
| -------- | ----------- | ------ | ------ | ------ | ----- | ------ | ----- | ------- | ------- | ------ | ------ | ------ |
| 2016     | San Antonio | 10     | 0      | 12,9   | 32,0  | 33,3   | 85,7  | 2,40    | 0,70    | 0,60   | 0,30   | 2,30   |
| 2017     | San Antonio | 15     | 1      | 13,0   | 56,2  | 30,0   | 72,7  | 3,07    | 1,67    | 0,67   | 0,13   | 5,53   |
| 2018     | San Antonio | 5      | 1      | 14,7   | 60,0  | 0,0    | 75,0  | 2,60    | 0,60    | 1,20   | 0,20   | 5,40   |
| 2021     | Memphis     | 5      | 5      | 28,4   | 42,9  | 25,0   | 75,0  | 5,00    | 3,20    | 2,80   | 0,00   | 8,40   |
| 2022     | Memphis     | 12     | 1      | 18,4   | 56,9  | 25,0   | 61,1  | 4,30    | 1,80    | 0,90   | 0,60   | 6,00   |
| 2023     | Minnesota   | 4      | 0      | 25,9   | 50,0  | 33,3   | 100,0 | 4,00    | 4,50    | 1,80   | 0,50   | 8,50   |
| 2024     | Minnesota   | 15     | 1      | 15,4   | 45,6  | 25,0   | 83,3  | 2,70    | 2,50    | 0,70   | 0,30   | 4,30   |
| 2025     | Miami       | 2      | 0      | 7,0    | 0,0   | –      | –     | 0,50    | 0,50    | 0,00   | 0,00   | 0,00   |
| Carrière | Carrière    | 68     | 9      | 16,3   | 49,5  | 25,5   | 74,1  | 3,20    | 1,90    | 0,90   | 0,30   | 5,10   |

## Records sur une rencontre en NBA
Les records personnels de Kyle Anderson en NBA sont les suivants, :
| Type de statistique        | Saison régulière | Saison régulière      | Saison régulière | Playoffs | Playoffs                   | Playoffs      |
| Type de statistique        | Record           | Adversaire            | Date             | Record   | Adversaire                 | Date          |
| -------------------------- | ---------------- | --------------------- | ---------------- | -------- | -------------------------- | ------------- |
| Points                     | 28               | @ Nets de Brooklyn    | 28 décembre 2020 | 20       | Warriors de Golden State   | 22 mai 2017   |
| Paniers marqués            | 10               | Hornets de Charlotte  | 10 février 2021  | 8        | Warriors de Golden State   | 22 mai 2017   |
| Paniers tentés             | 19               | Lakers de Los Angeles | 3 janvier 2021   | 15       | Warriors de Golden State   | 22 mai 2017   |
| Paniers à 3 points réussis | 6                | Hornets de Charlotte  | 10 février 2021  | 1        | 10 fois                    | 10 fois       |
| Paniers à 3 points tentés  | 9                | Knicks de New York    | 3 mai 2021       | 5        | Jazz de l'Utah             | 29 mai 2021   |
| Lancers francs réussis     | 8                | Knicks de New York    | 28 décembre 2017 | 4        | Grizzlies de Memphis       | 19 avril 2016 |
| Lancers francs tentés      | 14               | Rockets de Houston    | 11 décembre 2021 | 7        | @ Warriors de Golden State | 9 mai 2022    |
| Rebonds offensifs          | 5                | 3 fois                | 3 fois           | 3        | 2 fois                     | 2 fois        |
| Rebonds défensifs          | 13               | Hawks d'Atlanta       | 26 décembre 2020 | 11       | Jazz de l'Utah             | 29 mai 2021   |
| Rebonds totaux             | 14               | 2 fois                | 2 fois           | 13       | Jazz de l'Utah             | 29 mai 2021   |
| Passes décisives           | 12               | 3 fois                | 3 fois           | 7        | Warriors de Golden State   | 11 mai 2022   |
| Interceptions              | 6                | @ Celtics de Boston   | 3 mars 2022      | 6        | @ Jazz de l'Utah           | 23 mai 2021   |
| Contres                    | 4                | 2 fois                | 2 fois           | 2        | @ Warriors de Golden State | 7 mai 2022    |
| Balles perdues             | 8                | @ Celtics de Boston   | 30 décembre 2020 | 3        | @ Warriors de Golden State | 24 avril 2018 |
| Minutes jouées             | 51               | @ Bulls de Chicago    | 17 mars 2023     | 36       | @ Jazz de l'Utah           | 26 mai 2021   |

- Double-double : 26 (dont 1 en playoffs)
- Triple-double : 4

Dernière mise à jour : 5 avril 2025

## Salaires
Les gains de Kyle Anderson en carrière sont les suivants :
| Saison      | Équipe                    | Salaire      |
| ----------- | ------------------------- | ------------ |
| 2014-2015   | Spurs de San Antonio      | 1 093 680 $  |
| 2015-2016   | Spurs de San Antonio      | 1 142 879 $  |
| 2016-2017   | Spurs de San Antonio      | 1 192 080 $  |
| 2017-2018   | Spurs de San Antonio      | 2 151 704 $  |
| 2018-2019   | Grizzlies de Memphis      | 8 641 000 $  |
| 2019-2020   | Grizzlies de Memphis      | 9 073 050 $  |
| 2020-2021   | Grizzlies de Memphis      | 9 505 100 $  |
| 2021-2022   | Grizzlies de Memphis      | 9 937 150 $  |
| 2022-2023   | Timberwolves du Minnesota | 8 780 488 $  |
| 2023-2024   | Timberwolves du Minnesota | 9 219 512 $  |
| Total Gains | Total Gains               | 60 736 643 $ |
| 2024-2025   | Warriors de Golden State  | 8 571 429 $  |
| 2025-2026   | Warriors de Golden State  | 9 000 000 $  |
| 2026-2027   | Warriors de Golden State  | 9 428 571 $  |